# Matricule policier
Pour les articles homonymes, voir Matricule.
 (avril 2014).
Un matricule est un numéro qui est assigné à tout policier et qui permet son identification.

## Canada
Au Québec, lorsqu'une personne en fait la demande à un policier, celui-ci est obligé par le code de déontologie policière de dévoiler son identité (nom et matricule). En effet, selon l'article 5 :  « Le policier doit se comporter de manière à préserver la confiance et la considération que requiert sa fonction » et selon le point 3, le policier ne doit pas « omettre de porter une marque d'identification prescrite dans ses rapports directs avec une personne du public ».

## France
En France, le port du numéro R.I.O et non du matricule du policier, est rendu obligatoire, de manière visible sauf exceptions, à compter du 1er janvier 2014, par l'arrêté du 24 décembre 2013.